# Mount Benninghoff
Mount Benninghoff ist ein 1965 m hoher und hauptsächlich eisfreier Berg im ostantarktischen Viktorialand. Er ragt 2,5 km südöstlich des Terra Cotta Mountain in den Quartermain Mountains auf.
Das Advisory Committee on Antarctic Names benannte ihn 1993 nach dem US-amerikanischen Botaniker William S. Benninghoff (1918–1993) von der University of Michigan, der als Mitglied des Scientific Committee on Antarctic Research mehrfach Antarktika besuchte und von 1966 bis 1986 dem Polarforschungsgremium der National Academy of Sciences angehörte.